# Угорська абетка
Угорська абетка (угор. Magyar ábécé) — угорський варіант латиниці, пристосований до особливостей фонетики угорської мови, що вирізняється розмаїттям голосних звуків. 
Має 44 букви (14 голосних та 30 приголосних).

## Літери та їхня вимова
| Літера | Назва            | Фонема (IPA) | Додаткові алофони (IPA)      | Приблизний відповідник | Примітки |
| ------ | ---------------- | ------------ | ---------------------------- | ---------------------- | --- |
| A      | a                | /ɒ/ⓘ         |                              | О                      | [ɑ̝̹] може краще передати цей звук (піднято, більш округло); втім безумовно не [ɔ] |
| Á      | á                | /aː/ⓘ        |                              | А                      | |
| B      | bé               | /b/ⓘ         |                              | Б                      | |
| C      | cé               | /ts/ⓘ        |                              | Ц                      | |
| Cs     | csé              | /tʃ/         |                              | Ч                      | |
| D      | dé               | /d/ⓘ         |                              | Д                      | |
| Dz     | dzé              | /dz/ⓘ        |                              | ДЗ                     | Не трапляється на початку слів. Якщо не займає позицію після чи перед приголосним, то завжди подвоюється. |
| Dzs    | dzsé             | /dʒ/         |                              | ДЖ                     | Наприкінці слова та між голосними зазвичай подвоюється: maharadzsa /mɑhɑrɑdʒɑ/ [mɑhɑrɑd͡ʒːɑ] «магараджа», bridzs /bridʒ/ [brid͡ʒː] «бридж», але dzsungel /dʒuŋɡɛl/ [d͡ʒuŋɡɛl] «джунглі», fridzsider /fridʒidɛr/ [frid͡ʒidɛr] «холодильник»                 |
| E      | e                | /ɛ/ⓘ         |                              | Е                      | Близько 40-50% мовцям притаманна фонема /e/ (див. нижче Ë). /e/ не розглядають як частину літературної угорської, там на місці /e/ вживають /ɛ/ або /æ/.                                                                                               |
| (Ë)    | ë                | /e/          |                              | Е                      | Також не є частиною абетки, цей символ іноді вживають для позначення фонеми /e/, наприклад, якщо написаний текст є взятий із діалекту, якому цей звук притаманний.                                                                                     |
| É      | é                | /eː/ⓘ        |                              | Е                      | |
| F      | ef               | /f/ⓘ         |                              | Ф                      | |
| G      | gé               | /ɡ/ⓘ         |                              | Ґ                      | |
| Gy     | gyé              | /ɟ/ⓘ         |                              | ДЬ (ҐЬ)                | Передача /ɟ/ як <gy>, можливо, є залишком практики італійських книжників, що намагалися передати цей угорський звук. <gy> є частиною ряду <ty>, <ny>, <ly>, оскільки <y> є традиційним знаком на позначення палаталізації в угорській системі письма.  |
| H      | há               | /h/          | 1. [ɦ]ⓘ 2. ∅ 3. [x]ⓘ 4. [ç]ⓘ | 1.Г 2.∅ 3.Х 4.ХЬ       | 1. в позиції між голосними. 2. не вимовляють у кінцевій позиції méh /meː/ «бджола», cseh /tʃɛ/ «чех, чеський» 3. рідко, наприкінці слова, як-то doh «вогкість», MÉH «утилізація металу» 4. рідко, як-то ihlet «натхнення»                              |
| I      | i                | /i/          |                              | І                      | Звучить так само, як Í, але коротше |
| Í      | í                | /iː/ⓘ        |                              | І                      | Довгі голосні є характерною особливістю угорської мови: irt «він викорінює» ∼ írt «він написав» |
| J      | jé               | /j/ⓘ         | [ç], [ʝ]                     | Й                      | Алофони трапляються, коли /j/ займає позицію після приголосного; (глухий після глухого, дзвінкий після дзвінкого). Наприклад, férj «чоловік» (дружини)                                                                                                 |
| K      | ká               | /k/ⓘ         |                              | К                      | |
| L      | el               | /l/ⓘ         |                              | Л                      | |
| Ly     | ely, el ipszilon | /j/ⓘ         |                              | Й (ЛЬ)                 | Правописна традиція. Раніше /ʎ/, тепер /j/ в літературній угорській. |
| M      | em               | /m/ⓘ         |                              | М                      | |
| N      | en               | /n/          | [ŋ]ⓘ [n]ⓘ                    | Н                      | Алофон перед /k/, /ɡ/ |
| Ny     | eny              | /ɲ/ⓘ         |                              | НЬ                     | |
| O      | o                | /o/          |                              | О                      | Коротше, ніж відкритий варіант Ó |
| Ó      | ó                | /oː/ⓘ        |                              | О                      | Мінімальна пара до /o/: kor «вік» ∼ kór «недуга» |
| Ö      | ö                | /ø/          |                              | ЬО, Е                  | Коротше, ніж більш відкритий варіант Ő |
| Ő      | ő                | /øː/         |                              | ЬО, Е                  | Мінімальна пара до /ø/: öt «п'ять» ∼ őt «його/її» |
| P      | pé               | /p/ⓘ         |                              | П                      | |
| (Q)    | kú               |              |                              |                        | Q трапляється лише як частина диграфа qu у іншомовних словах, звучить як /kv/: Aquincum [ɑkviŋkum]. Слова, в яких раніше вживали qu, тепер пишуть через kv, як-то akvarell «акварель».                                                                 |
| R      | er               | /r/ⓘ         |                              | Р                      | Також називають верхній дрижачий, оскільки його вимовляють дрижанням кінчика язика, а не язичка. |
| S      | es               | /ʃ/ⓘ         |                              | Ш                      | На відміну від більшості європейських систем письма, в угорський стандартний /s/ позначає диграф sz, а s звучить як ш. |
| Sz     | esz              | /s/ⓘ         |                              | С                      | |
| T      | té               | /t/ⓘ         |                              | Т                      | |
| Ty     | tyé              | /c/ⓘ         |                              | ТЬ                     | |
| U      | u                | /u/          |                              | У                      | |
| Ú      | ú                | /uː/ⓘ        |                              | У                      | Мінімальна пара да /u/: hurok «петля» ∼ húrok «окови». |
| Ü      | ü                | /y/          |                              | Ю                      | Коротший, аніж більш відкритий варіант ű. |
| Ű      | ű                | /yː/ⓘ        |                              | Ю                      | |
| V      | vé               | /v/ⓘ         |                              | В                      | |
| (W)    | dupla vé         | /v/ⓘ         |                              | В                      | Трапляється лише в іншомовних словах та угорських аристократичних прізвищах. |
| (X)    | iksz             |              |                              | КС                     | Трапляється лише в запозиченнях, де позначає тільки /ks/; при транслітерації вживають [ɡz]: extra, Alexandra, але egzakt (від «exact»). |
| (Y)    | ipszilon         | /i/          |                              | І                      | У запозиченнях, часто звучить як /i/ або /j/. Дуже часто трапляється в давньоугорських аристократичних прізвищах, де звучить як /i/ or /ʲi/: «Báthory» [baːtori], «Batthyány» [bɑcːaːɲi] або [bɑcːaːni] (<n>+<y> ∼ /n/+/ʲi/ ∼ /n/+/ʲi/ ∼ /nʲi/ ∼ /ɲi/) |
| Z      | zé               | /z/ⓘ         |                              | З                      | |
| Zs     | zsé              | /ʒ/ⓘ         |                              | Ж                      | |

## Зміни в орфографії
| Історичне написання | Сучасна орфографія |
| ------------------- | ------------------ |
| ch                  | cs                 |
| ts                  | cs                 |
| cz                  | c                  |
| th                  | t                  |

| Історичне написання | Сучасна орфографія |
| ------------------- | ------------------ |
| aa                  | á                  |
| eé                  | é                  |
| eö                  | ö                  |
| ew                  | ö                  |
| oó                  | ó                  |
| (l)y                | (l)i               |
| (n)y                | (ny)i              |

Приклади на основі власних назв
| Ім'я                  | Сучасне написання згідно з правилами |
| --------------------- | ------------------------------------ |
| Imre Madách\|Madách   | Madács                               |
| Széchenyi             | Szécsényi                            |
| Batthyány             | Battyányi                            |
| Imre Thököly\|Thököly | Tököli                               |
| Sándor Weöres\|Weöres | Vörös                                |
| Eötvös                | Ötvös                                |
| Cházár                | Császár                              |
| Czukor                | Cukor                                |
| Gaál                  | Gál                                  |
| Veér                  | Vér                                  |
| Soós                  | Sós                                  |
| Thewrewk              | Török                                |

## Розкладка клавіатури угорською абеткою
Комп'ютерна клавіатура використовує систему розташування QWERTZ, тобто базується на основі німецької системи, але повністю пристосована до особливостей граматики угорської мови.

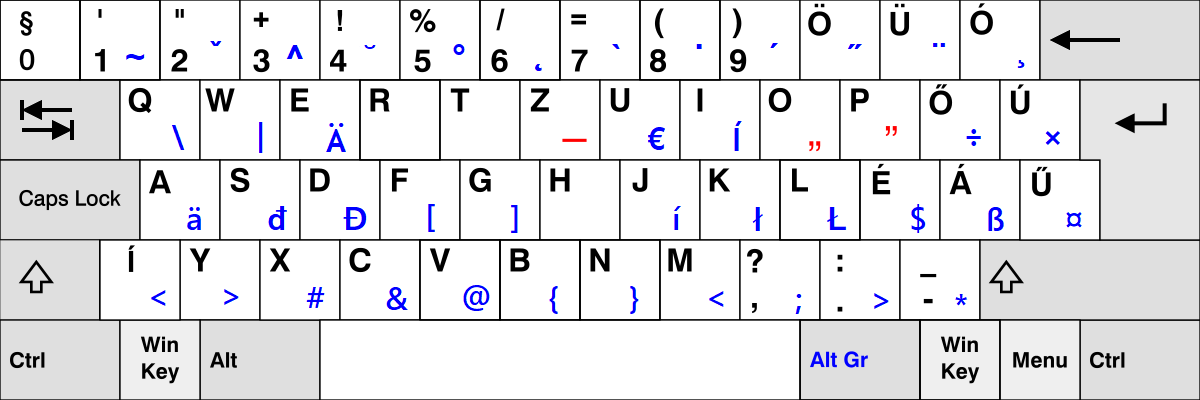
Розкладка клавіатури угорською абеткою

Літера «Í» розміщена біля лівої клавіші Shift, унаслідок чого ця клавіша є набагато вужчою, ніж в іншоабеткових аналогів.

## Динаміка використання окремих літер
Найбільш використовуваними в угорській мові є літери e та a.
| Літера | Частота |
| ------ | ------- |
| e      | 12.256% |
| a      | 9.428%  |
| t      | 7.380%  |
| n      | 6.445%  |
| l      | 6.383%  |
| s      | 5.322%  |
| k      | 4.522%  |
| é      | 4.511%  |
| i      | 4.200%  |
| m      | 4.054%  |
| o      | 3.867%  |
| á      | 3.649%  |
| g      | 2.838%  |
| r      | 2.807%  |
| z      | 2.734%  |
| v      | 2.453%  |
| b      | 2.058%  |
| d      | 2.037%  |
| sz     | 1.809%  |
| j      | 1.570%  |
| h      | 1.341%  |
| gy     | 1.185%  |
| ő      | 0.884%  |
| ö      | 0.821%  |
| ny     | 0.790%  |
| ly     | 0.738%  |
| ü      | 0.655%  |
| ó      | 0.634%  |
| f      | 0.582%  |
| p      | 0.509%  |
| í      | 0.499%  |
| u      | 0.416%  |
| cs     | 0.260%  |
| ű      | 0.125%  |
| c      | 0.114%  |
| ú      | 0.104%  |
| zs     | 0.021%  |
| ž      | 0.011%  |
| ř      | 0.004%  |